# Kézdy György
Kézdy György, születési nevén Krausz György (Budapest, 1936. február 14. – Budapest, 2013. február 8.) Jászai Mari-díjas magyar színész, érdemes művész. Klasszikus tragédiák és modern művek jelentős karakterszerepeit játszotta el, felhasználva a groteszk ábrázolásmód eszközeit is.

## Életpályája
Édesapja, akinek a Rákóczi út 80-ban varrógép-, gramofon- és hanglemezüzlete volt, a második világháborús munkaszolgálatból nem tért haza. Édesanyja a háború után az Aprófémipari szövetkezetben volt gépkezelő. Őt és húgát egyedül nevelte fel.
Érettségi után könyvkötészetet tanult, majd Várkonyi Zoltán tanítványaként, 1962-ben elvégezte a Színház- és Filmművészeti Főiskolát. A színészet miatt változtatott nevet. „Úgy döntöttem, ha én magyar színész vagyok, legyen magyar a nevem. Kézdit választottam, a plakáton meg Kézdyt, mert az elegánsnak tűnt,” A Debreceni Csokonai Színházhoz szerződött, majd 1967-ben a Pécsi Nemzeti Színházhoz. 1977–78-ban a Kecskeméti Katona József Színház színésze volt. 1978 és 1987 között a Nemzeti Színház tagja volt, s játszott vendégszínészként a Játékszínben is. 1987-től 1993-ig a Szolnoki Szigligeti Színház tagja volt. 1993-ban került  a Veszprémi Petőfi Színházhoz. Pályája végén szabadfoglalkozású színészként dolgozott.
Magánéletéről annyit lehet tudni, hogy egykori felesége Mauzi, színésznő volt. Gyermeke Kézdi Márk. Felesége volt Balla Margit festőművész, rendező, díszlet- és jelmeztervező. Jellegzetes orgánummal rendelkezett, jó humorú személyiség volt.
2005-ben rákot diagnosztizáltak nála, ami köhögésrohamokat és erős fájdalmat okozott neki. A gyógyulás érdekében a cigarettáról is leszokott, de továbbra is erős köhögéssel járó rohamok nehezítették az életét. Betegségét eltitkolta ismerősei és barátai elől. 2013 elején gyomorfertőzés miatt került az Uzsoki Utcai Kórházba, ahol február 8-án (egy héttel 77. születésnapja előtt) kivetette magát a harmadik emeleti ablakon és életét vesztette.

## Színpadi szerepei
- Fiatal életek indulója (Munkásszavalók az Irodalmi Színpadon)[13]
- Shakespeare: Rómeó és Júlia... Lőrinc barát, franciskánus szerzetes
- Shakespeare: A makrancos hölgy... Hortensio
- Ibsen: Peer Gynt... Gömböntő
- Csehov: Sirály... Medvegyenko
- Szophoklész: Oidipusz király... Theiresias
- Schwajda György: Ballada a 301-es parcella bolondjáról... A bolond
- García Márquez: Száz év magány... Malchiades
- Kerényi Imre–Balogh Elemér: Csíksomlyói passió... Öreg pásztor
- Euripidész–Szeredás András–Fodor Tamás: Téboly Thébában... Kadmosz
- Barry Morrow–Ronald Bass: Esőember... Dr. Bruener
- Juhász Géza: Az égig érő fa... Főminiszter
- Németh László: Az utazás... tisztelő
- Móricz Zsigmond: Úri muri... Széplegény
- Arbuzov: Egy szerelem története... Lapcsenko
- George Bernard Shaw: Szent Johanna... Martin Ladvenu, barát
- Jékely Zoltán: Mátyás király juhásza... Furtagyi, ezermester
- Shakespeare: Ahogy tetszik... Jaques
- Harold Pinter: Senkiföldje... Spooner
- Richard Nash: Az esőcsináló... H.C. Curry
- William Somerset Maugham: Imádok férjhez menni... Mr. Paton
- Visnyevszkij: Optimista tragédia... Második tiszt
- Friedrich Dürrenmatt: Az öreg hölgy látogatása... Festő
- Valeri Petrov: Rózsák tánca... Diák
- Shakespeare: Rózsák háborúja... Warwick gróf
- Viktor Rozov: Érettségi találkozó... Golovancsenko, igazgató
- Gosztonyi János: A sziget... Hetényi János hadnagy
- Csiky Gergely: Buborékok... Gombos, ügyvéd
- Robert Thomas: Szegény Dániel... A férj
- Bertolt Brecht: Kaukázusi krétakör... Niko Mikadze, orvos
- Shakespeare: Sok hűhó semmiért... Faszén György
- Lázár Ervin: Retemetesz
- Puskin: Borisz Godunov... Pimen, határőr
- Békeffi István: A kutya, akit Bozzi úrnak hívtak... Pietro, cégtáblafestő
- Száraz György: A nagyszerű halál... Jeliszkij
- Jean Giraudoux: Judit... Joachim, főpap
- Arisztophanész: Lysistraté... Philurgos, athéni vén
- Bertolt Brecht: Állítsátok meg Arturo Uit!... Színész
- Romhányi József: Hamupipőke... Pitvarmester; Főbajkeverő
- Cseres Tibor: Barbár változatok... Árvay főorvos
- Donald Freed: Nyomozás... Irving Kaufmann
- John Whiting: Ördögök... Barré atya
- Illyés Gyula: Bölcsek a fán... Tanár
- Hernádi Gyula: Falanszter... James Richardson
- Miguel Mihura: Három cilinder... Utálatos alak
- Makszim Gorkij: Ellenségek... Nikolaj Szkrobotov
- Déry Tibor–Presser Gábor–Adamis Anna: Képzelt riport egy amerikai pop-fesztiválról... Bill
- Agatha Christie: Tíz kicsi néger... Wargrawe ügyész
- Páskándi Géza: Távollevők... Marmadik török harcos
- Vámos Miklós: Háromszoros vivát!... Nádor
- Páskándi Géza: Kálmán király... Albericus
- Illyés Gyula: Dupla vagy semmi, azaz két életet vagy egyet sem... Zergevadász
- Sárospataky István: Zóra... Káplán
- Szűts Bernát: Istenek csatája... Tháré, Babilon főpapja
- Hernádi Gyula: Vérkeresztség... Felügyelő
- Illyés Gyula: Orfeusz a felvilágban... Főnök
- Tamási Áron: Ősvigasztalás... Községi jegyző
- Arisztophanész: Plutosz (A gazdagság)... Arisztophanész, költő
- Sütő András: Káin és Ábel... Ádám
- Friedrich Dürrenmatt: Pör a szamár árnyékáért... Anthrax, szamárhajcsár
- Sárospataky István: Táncpestis... Duran
- Fjodor Mihajlovics Dosztojevszkij: Istvánfalva... Az ezredes
- Hernádi Gyula: Bajcsy-Zsilinszky Endre... Gömbös Gyula
- Shakespeare: Pericles... Gower
- Pavlovits Miklós: Aigisztosz... Aigisztosz
- Tadeusz Różewicz: Az éhező művész elmegy... Éhező művész
- Heinrich von Kleist: Amphitryon... Sosias
- Henrik Ibsen: Kis Eyolf... A patkánymamzell
- Christopher Marlowe: Doktor Faustus... öregember
- Hernádi Gyula: Hasfelmetsző Jack... Gladstone
- Füst Milán: Negyedik Henrik király... Hanno, kölni érsek
- Lucian Blaga: A bálványok ledőlnek... az öreg
- Molière: Don Juan, avagy a Kőszobor lakomája... Vasárnap úr
- Spiró György: Kvartett... Vendég
- Karl Kraus: Az emberiség végnapjai... gáncsoskodó
- Valentyin Petrovics Katajev: Bolond vasárnap... Oszkár Zürcsev
- Shakespeare: A vihar... Gonzalo
- Ödön von Horváth: A végítélet napja... Alfons
- Euripidész: Bakkhánsnők... Teiresziász
- Sarkadi Imre: Oszlopos Simeon... Müller
- Eduardo De Filippo: Ezek a kísértetek!... Pasquale Lojacono (vergődő lélek)
- Madách Imre: Az ember tragédiája... Kriszposz; Agg eretnek; Nyegle; Aggastyán
- Ben Jonson: Volpone... Voltore
- George Simon Kaufman–John Steinbeck: Egerek és emberek... Crooks
- Molnár Ferenc: Valaki... Ügyvéd
- Vészi Endre: A sárga telefon... November
- Vámos Miklós: Varázslók... Néző
- Csáth Géza: A Janika... Pertics
- Munkácsi Miklós: Lisszaboni eső... Sáfrány
- Szép Ernő: Vőlegény... Papa
- Füst Milán: Margit kisasszony... Dengl, vezérigazgató
- Shakespeare: Vízkereszt, vagy amit akartok... Bohóc, Olívia szolgája
- Shakespeare: Hamlet... Polonius, főkamarás
- Coburn: Kopogós römi... Weller Martin
- Molnár Ferenc: Az üvegcipő... Sípos
- Lev Nyikolajevics Tolsztoj: Háború és béke... Szergej Kuzmics orvos
- Bertolt Brecht: Jó embert keresünk... Rendőr
- Marcel Achard: A bolond lány... Julien Morestan
- Gábor Andor: Dollárpapa... Koltay János, tanár
- Shakespeare: III. Richárd... Gloster hercege, később III. Richárd
- Székely János: Caligula helytartója... Barrakiás
- Kárpáti Péter: Az ismeretlen katona... Öreg
- Arthur Miller: Alku... Gregory Solomon
- Niccolò Machiavelli: Mandragóra... Nicia mester
- Anton Pavlovics Csehov: Cseresznyéskert... Gajev
- Eörsi István: Az áldozat... Csavargó
- Tábori György: Jubileum... Helmut
- Alekszej Nyikolajevics Arbuzov: Az elveszett fiú... Maladcov
- Dan Gordon: Esőember[14]

### Önálló estjei
- „Ki kérdezett?” – Karinthy Frigyes műveiből
- Ákombákom – Karinthy, Zelk Zoltán, Orbán Ottó és Lázár Ervin műveiből, rendező Sipos András (2011)

## Filmjei

### Játékfilmek
- Bogáncs (1958)
- A hetedik napon (1959, rövid játékfilm)
- Eszpresszóban (1959)
- Játék (1959, rövid játékfilm)
- Jó utat, autóbusz! (1961)
- Megszállottak (1961) – Figuráns
- Nem ér a nevem (1961) – A motoros barátja
- Elveszett Paradicsom (1962)
- Zöldár (1965) – Lencse
- Apa (1966)
- Nem szoktam hazudni (1966) – Férfi a presszóban
- Fiúk a térről (1967)
- Lássátok feleim (1967) – Gergely
- Alfa Rómeó és Júlia (1968) – Baráti barátság negyedik tagja
- A nagy kék jelzés (1969) – Lajos
- A tanú (1969)[15] – Virág elvtárs „egyik fia”
- Az alvilág professzora (1969) – Nyomozó
- Feldobott kő (1969) – Borbély
- Kitörés (1970) – Művezető
- Utazás a koponyám körül (1970) – A Centrál-beli asztaltársaság második tagja
- Agitátorok (1971) – Szerzetes
- Forró vizet a kopaszra! (1972) – Bámészkodó a karambolnál
- Meztelen vagy (1972) – Demeter bátyja
- Nincs idő (1973) – Börtönorvos
- Tűzoltó utca 25. (1973)
- A járvány (1975) – Árendás
- Az idők kezdetén (1975)
- Mundstock úr (kisjátékfilm – SZFE diplomamunka) (1975)
- Optimista tragédia (1976)
- A csillagszemű 1-2. (1977) – Pápai követ
- Defekt (1977) – Nagyfőnök
- Álomfejtő (1980, rövid játékfilm)
- A transzport (1981)
- Fogadó az „Örök világossághoz” (1981) – Egyik szolgáló, volt teátrista
- Nyom nélkül (1982) – Műkereskedő
- Hatásvadászok (1983) – Gránit Misi
- Valaki figyel (1984)
- A tanítványok (1985) – Engel Péter
- Első kétszáz évem (1985) – Henrik
- Lélegzetvisszafojtva (1985)
- Az új földesúr (1988)
- Csajok (1995) – Dorka apja
- A napfény íze (1999) – Felháborodott férfi
- Apaképek (2000)
- Vityebszk felett (2000, rövid játékfilm)
- Jumurdzsák gyűrűje (2006) – Mr. Tollár
- Konyec – Az utolsó csekk a pohárban (2006) – Csík
- Recycled/Pro-Reo-Neo (2006, rövid játékfilm)
- A föld szeretője (2010) – Benedetto

### Tévéfilmek, televíziós sorozatok
- Bors II. (1968) – Dr. Lugosi Elek
- Az ember tragédiája (1969)
- Angyal a karddal (1972)
- Heten, mint a gonoszok (1972) – Jenő
- Sötétkamra (1973)
- Szép maszkok (1973)
- Uraim, beszéljenek! (1974)
- Aranyborjú (1974)
- Ügyes ügyek (1975)
- Optimista tragédia (1976) – Orosz tiszt
- Ítélet előtt – 3. rész: Lacika (1978)
- Ítélet előtt – 4. rész: Tyúktolvajok (1978) – Dr. Kalamár Tibald orvosszakértő
- Zokogó majom 1-5. (1978) – Móric pék
- A korona aranyból van (1979) – Knox, kálvinista egyházfõnök
- A nagyenyedi két fűzfa (1979) – Trajtzigfritzig
- Ítélet előtt – 6. rész: Farkasok (1980)
- A kávéház (1981)
- Brutus (1981)
- A névtelen vár 1-6. (1982) – Tromfszky doktor
- Fazekak (1982)
- Némafilm (1982)
- Tanúkihallgatás (1982)
- Telefonpapa (1982)
- A nyomozás (1983)
- Japán szalon (1983)
- Klapka légió (1983)
- Majd belejössz Pistám (1983)[16]
- A bíró (1984) – Szuren, nyomozó
- A tönk meg a széle (1984) – Megyei funkcionárius
- Hal négyesben (1984) – Rudolf
- Kérők (1984)[17]
- Szálka, hal nélkül 1-6. (1984, tévésorozat) – Bálint
- Az ezerkettedik éjszaka (1985)
- Míg új a szerelem (1985) – Szakállas úr
- A falu jegyzője 1-4. (1986) – Peti Cigány
- A sárga telefon (1986) – November
- Bujdosó András számonkérése (1986)
- Férfi és nő (1986)
- Kard és kocka (1986) – Pöschl
- A Makropulosz-ügy (1988) – Vitek, irodavezető
- Fenn az ernyő, nincsen kas (1988) – Spitzenberger
- Peer Gynt (1988) – Dovre apó
- Nyomozás a Kleist-ügyben (1988)
- Szomszédok (1988-1999) – Dr. Virág György
- Forgotten Prisoners: The Amnesty Files (1990)
- Szerpentintánsosnő (1992)
- Herczeg Ferenc: A harmadik testőr (1995) – Latorka
- Született lúzer (2007) – Philippe Marquard

### Animációs filmek
- Megmutatom, messziről… (1981) – Szabó Pál (hang)
- Varjúdombi meleghozók (1988) – Varázsló (hang)
- Egérút (1999) – Napóleon, a nyúl (hang)[18]

## Szinkronszerepei

### Filmek
| Év   | Cím                                                                              | Szereplő                             | Színész            | Szinkron év |
| ---- | -------------------------------------------------------------------------------- | ------------------------------------ | ------------------ | ----------- |
| 1931 | Éljen a szabadság!                                                               | N/A                                  | N/A                | 1983        |
| 1933 | VIII. Henrik magánélete                                                          | N/A                                  | N/A                | 1980        |
| 1937 | A nagy ábránd                                                                    | N/A                                  | N/A                | 1978        |
| 1938 | Alexander’s Ragtime Band                                                         | Fotós a színpadon                    | Lon Chaney, Jr.    | 1972        |
| 1943 | Blimp ezredes élete és halála                                                    | N/A                                  | N/A                | 2005        |
| 1945 | Róma, nyílt város                                                                | Átkutató német tiszt                 | N/A                | 1973        |
| 1945 | Susan és a férfiak                                                               | ?                                    | ?                  | 1976        |
| 1946 | A kővirág (1. magyar szinkron)                                                   | N/A                                  | N/A                | 1977        |
| 1947 | Hallgatni arany                                                                  | N/A                                  | N/A                | 1979        |
| 1948 | Lámpaláz az arénában                                                             | Nicolino Capece                      | Totò               | 1992        |
| 1949 | Milliomos úr szerelmes                                                           | N/A                                  | N/A                | 1982        |
| 1951 | Jó napot, elefánt!                                                               | Portás az állatkertben               | N/A                | 1978        |
| 1952 | A nyugodt férfi                                                                  | Michaleen Oge Flynn                  | Barry Fitzgerald   | 2005        |
| 1954 | A bolond-gyógyász                                                                | Felice Sciosciammocca                | Totò               | 1992        |
| 1954 | Mulató a Montmartre-on (2. magyar szinkron)                                      | N/A                                  | N/A                | 1980        |
| 1954 | Nápoly aranya (1. magyar szinkron)                                               | Don Saverio Petrillo                 | Totò               | 1991        |
| 1955 | A világ legszebb asszonya                                                        | N/A                                  | N/A                | 1980        |
| 1955 | Harapófogóban                                                                    | N/A                                  | N/A                | 1966        |
| 1956 | Bűn és bűnhődés                                                                  | N/A                                  | N/A                | 1980        |
| 1957 | Újra szól a hatlövetű (2. magyar szinkron)                                       | Cotton Wilson, Griffin megyei seriff | Frank Faylen       | 1991        |
| 1959 | Anna Frank naplója (2. magyar szinkron)                                          | Otto Frank                           | Joseph Schildkraut | 1975        |
| 1961 | A kegyelmes úr mégis marad                                                       | Dr. Biagio Tanzarella                | Totò               | 1992        |
| 1961 | Álom luxuskivitelben (1. magyar szinkron)                                        | Riporter #1                          | N/A                | 1973        |
| 1961 | Fáklyásmenet                                                                     | N/A                                  | N/A                | 1978        |
| 1962 | Különös pasas                                                                    | Cannarulo, Peppino menedzsere        | Nino Taranto       | 1989        |
| 1963 | A monzai barát                                                                   | Pasquale Cicciacalda (Don Manuel)    | Totò               | 1992        |
| 1963 | Irma, te édes (1. magyar szinkron)                                               | Jojo                                 | Diki Lerner        | 1973        |
| 1963 | Keressétek a bálványt!                                                           | Önmaga – Énekes                      | Charles Aznavour   | 1974        |
| 1964 | Vörös sivatag (1. magyar szinkron)                                               | N/A                                  | N/A                | 1982        |
| 1965 | Dollár-trilógia 2.: Pár dollárral többért (1. magyar szinkron)                   | El Indio                             | Gian Maria Volonté | 1989        |
| 1965 | Mandragóra (2. magyar szinkron)                                                  | Timoeus barát                        | Totò               | 1991        |
| 1966 | Családi ügy                                                                      | Leslie Piper                         | John Comer         | 1981        |
| 1966 | El Dorado                                                                        | Bull Harris                          | Arthur Hunnicutt   | 1991        |
| 1966 | Ez mind megtörtént útban a Fórum felé (1. magyar szinkron)                       | Erronius                             | Buster Keaton      | 2002        |
| 1967 | A tigris (1. magyar szinkron)                                                    | Atya                                 | N/A                | 1981        |
| 1967 | Boszorkányok (2. magyar szinkron)                                                | Ciancicato Miao                      | Totò               | 2004        |
| 1968 | A nagyon szomorú királylány (1. magyar szinkron)                                 | N/A                                  | N/A                | 1974        |
| 1968 | Az Angyal – VI/15-16. rész: Az Angyal vérbosszúja 1-2. (2. magyar szinkron)      | Giorgio                              | Peter Kristof      | 1978        |
| 1968 | Krakatau (1. magyar szinkron)                                                    | Giovanni                             | Rossano Brazzi     | 1979        |
| 1968 | Modern Monte Cristo (első-két magyar szinkron)                                   | ?                                    | ?                  | 1969        |
| 1968 | Modern Monte Cristo (első-két magyar szinkron)                                   | Caderousse                           | Jean Saudray       | 1979        |
| 1968 | Z, avagy egy politikai gyilkosság anatómiája                                     | Ügyészhelyettes                      | Habib Reda         | 1969        |
| 1969 | Erotissimo                                                                       | Szexfilmes férfi a mozi előtt        | Serge Gainsbourg   | 1970        |
| 1969 | Frank Mannata igaz története                                                     | Dr. McDonald „Doki”                  | Víctor Israel      | 1986        |
| 1969 | Megegyezés                                                                       | Arthur Houghton                      | Hume Cronyn        | 1980        |
| 1970 | Kelly hősei                                                                      | Bellamy                              | Len Lesser         | 1984        |
| 1970 | Love Story                                                                       | Phil Cavalleri                       | John Marley        | 1989        |
| 1971 | A bűnügyi nyomozó                                                                | Konsztantyin Sevcsov                 | German Kacsin      | 1972        |
| 1971 | A rend gyilkosai                                                                 | Graziani ügyvéd                      | Charles Denner     | 1972        |
| 1971 | Goya                                                                             | N/A                                  | N/A                | 1973        |
| 1971 | Lépj olajra!                                                                     | Ali, a tunéziai hajó kapitánya       | Amidou             | 1979        |
| 1971 | Vásárra viszem a bőröd (1. magyar szinkron)                                      | N/A                                  | N/A                | 1985        |
| 1971 | Volt egyszer egy zsaru                                                           | Rendőr #2                            | N/A                | 1973        |
| 1972 | A jelölt                                                                         | N/A                                  | N/A                | 1983        |
| 1972 | A rendőrség megköszöni (1. magyar szinkron)                                      | N/A                                  | N/A                | 1973        |
| 1972 | Menyegző                                                                         | Wojtek                               | Mieczysław Stoor   | 1973        |
| 1972 | Vigyázat, vadnyugat! (1. magyar szinkron)                                        | Majomképű Smith                      | Dominic Barto      | 1984        |
| 1973 | A rejtelmes sziget (2. magyar szinkron)                                          | Cyrus Smith                          | Gérard Tichy       | 1978        |
| 1973 | Az ezredeseket akarjuk                                                           | N/A                                  | N/A                | 1974        |
| 1973 | Giordano Bruno                                                                   | N/A                                  | N/A                | 1989        |
| 1973 | Kényes egyensúly (2. magyar szinkron)                                            | Harry                                | Joseph Cotten      | 1999        |
| 1973 | Régi falak                                                                       | N/A                                  | N/A                | 1975        |
| 1974 | A nagy állatszelidítő                                                            | N/A                                  | N/A                | 1978        |
| 1974 | Bajorok a pácban                                                                 | Alter Kogler                         | Hans Terofal       | 1994        |
| 1974 | Bedrana                                                                          | N/A                                  | N/A                | 1979        |
| 1974 | Monte Cristo grófja (1. magyar szinkron)                                         | Bertuccio                            | Dominic Barto      | 1980        |
| 1975 | Almagombóc banda                                                                 | Theodore Ogelvie                     | Don Knotts         | 1992        |
| 1975 | Barátom, Spot (2. magyar szinkron)                                               | Táncos                               | Ron Moody          | 1990        |
| 1975 | Három ember egy csónakban                                                        | N/A                                  | N/A                | 1977        |
| 1975 | Leopold, akit nagyon szeretnek                                                   | Apát                                 | Henri Virlojeux    | 1978        |
| 1975 | Megtalálták a 7. századot                                                        | Mesélő (hang)                        | N/A                | 1978        |
| 1975 | Méreg a pohárban                                                                 | Pavlovsky Yakut                      | Voldemar Lobinsh   | 1976        |
| 1976 | A szerelem és a királynő                                                         | Simon Renard                         | Norbert Christian  | 1978        |
| 1976 | Az utolsó filmcézár                                                              | Orvos                                | Jeff Corey         | 1991        |
| 1976 | Az utolsó vacsora                                                                | N/A                                  | N/A                | 1978        |
| 1976 | Beethoven                                                                        | N/A                                  | N/A                | 1977        |
| 1976 | Bocsánat, itt vernek?                                                            | ?                                    | ?                  | 1978        |
| 1976 | Jónás, aki 2000-ben lesz 25 éves                                                 | N/A                                  | N/A                | 1983        |
| 1976 | Todo modo                                                                        | Főszakács                            | Tino Scotti        | 1979        |
| 1977 | A vasálarcos                                                                     | N/A                                  | N/A                | 1979        |
| 1977 | Annie Hall                                                                       | Mr. Singer                           | Mordecai Lawner    | 1980        |
| 1977 | Az utolsó mohikán                                                                | Tamenund törzsfőnök                  | Dehl Berti         | 1988        |
| 1977 | Jabberwocky                                                                      | N/A                                  | N/A                | 2004        |
| 1977 | Legkedvesebb évem                                                                | Leo Silver                           | Adolph Green       | 1986        |
| 1977 | Lila taxi (2. magyar szinkron)                                                   | Dr. Seamus Scully                    | Fred Astaire       | 1997        |
| 1977 | Utolsó napok                                                                     | Bitkov                               | Janusz Michałowski | 1984        |
| 1978 | A nyomorultak                                                                    | N/A                                  | N/A                | 1985        |
| 1978 | Éjféli expressz (1. magyar szinkron)                                             | Mr. Hayes                            | Mike Kellin        | 1993        |
| 1978 | Forgalmi dugó                                                                    | ?                                    | ?                  | 1980        |
| 1978 | Mit csinálsz velem, ha elkapsz?                                                  | N/A                                  | N/A                | 1983        |
| 1978 | Moziregény                                                                       | Mr. La Flèche                        | Jacques Dufilho    | 1983        |
| 1978 | Oliver története                                                                 | Phil Cavilleri                       | Edward Binns       | 1991        |
| 1978 | Óvakodj a törpétől (2. magyar szinkron)                                          | Sebhelyesarcú                        | Don Calfa          | 1987        |
| 1978 | Robert és Robert (első-két magyar szinkron)                                      | Robert Goldman                       | Charles Denner     | 1980        |
| 1978 | Robert és Robert (első-két magyar szinkron)                                      | Robert Goldman                       | Charles Denner     | 1986        |
| 1978 | Üzenet az űrből                                                                  | N/A                                  | N/A                | 1981        |
| 1979 | A repülő láda meséi                                                              | N/A                                  | N/A                | 1984        |
| 1979 | Almagombóc banda 2.                                                              | Theodore                             | Don Knotts         | 1992        |
| 1979 | Az amatőr                                                                        | N/A                                  | N/A                | 1981        |
| 1979 | Brekiék Hollywoodban                                                             | Állat (hang)                         | Frank Oz           | 1982        |
| 1979 | Hogyan tanuljunk meg svédül?                                                     | N/A                                  | N/A                | 1982        |
| 1979 | Jézus élete                                                                      | N/A                                  | N/A                | 1985        |
| 1979 | Ketten (1. magyar szinkron)                                                      | Mimile                               | Paul Préboist      | 1988        |
| 1979 | Őszi maraton                                                                     | N/A                                  | N/A                | 1980        |
| 1980 | Airplane!                                                                        | Idősebb szlenges beszédű férfi       | Al White           | 1987        |
| 1980 | Bűnös életem                                                                     | N/A                                  | N/A                | 1983        |
| 1980 | Dühöngő bika (1. magyar szinkron)                                                | Jackie Curtie                        | Peter Savage       | 1983        |
| 1980 | Melvin és Howard                                                                 | Howard Hughes                        | Jason Robards      | 1994        |
| 1980 | Muppet Show – V/18. rész: Marty Feldman (1. magyar szinkron)                     | Marty Feldman                        | Marty Feldman      | 1984        |
| 1980 | Muppet Show – V/18. rész: Marty Feldman (1. magyar szinkron)                     | Állat (hang)                         | Frank Oz           | 1984        |
| 1980 | Tengeri farkasok                                                                 | Charlie Wilton                       | Kenneth Griffith   | 1988        |
| 1981 | A féltékenység tangója (1. magyar szinkron)                                      | N/A                                  | N/A                | 1986        |
| 1981 | A hazudós                                                                        | Dmuchawiec                           | Wiesław Drzewicz   | 1984        |
| 1981 | A varázshegy                                                                     | Naphta                               | Charles Aznavour   | 1991        |
| 1981 | Ágyúgolyó futam (1. magyar szinkron)                                             | Morris Fenderbaum                    | Sammy Davis, Jr.   | 1986        |
| 1981 | Maria Zef                                                                        | Guerrino gazda                       | Cesare Bovenzi     | 1987        |
| 1981 | Mégis kinek az élete?                                                            | Dr. Jacobs                           | George Wyner       | 1990        |
| 1981 | Tű a szénakazalban                                                               | Kleinmann                            | John Bennett       | 1983        |
| 1982 | Fruza                                                                            | N/A                                  | N/A                | 1988        |
| 1982 | Gandhi                                                                           | Ezredes                              | Jon Croft          | 1984        |
| 1982 | Hintőpor                                                                         | Főnök az állásinterjún               | Nando Marineo      | 1987        |
| 1982 | Legkedvesebb évem                                                                | N/A                                  | N/A                | 1986        |
| 1982 | Talen kardja – Harc a mágia ellen                                                | Rihárd király                        | Christopher Cary   | 1992        |
| 1983 | A kéz játékai                                                                    | Manuel                               | Orlando Costa      | 1989        |
| 1983 | A madarak szeme                                                                  | N/A                                  | N/A                | 1986        |
| 1983 | Comenius élete                                                                   | N/A                                  | N/A                | 1987        |
| 1983 | Remegő félelem                                                                   | N/A                                  | N/A                | 1988        |
| 1984 | A genfi Dr. Fischer                                                              | Kips                                 | Jacques Herlin     | 1987        |
| 1984 | Miss Marple történetei 01.: Holttest a könyvtárszobában                          | Bill Palk őrmester                   | John Bardon        | 1987        |
| 1985 | Az Edgehill házaspár                                                             | Eustace Edgehill                     | Ian Holm           | 1989        |
| 1985 | Az ezüstálarcos                                                                  | Vilcu, bányatulajdonos               | N/A                | 1986        |
| 1985 | Tuti dolog                                                                       | Furgonsofőr                          | Garry Goodrow      | 1988        |
| 1986 | Átjáró élet és halál között                                                      | A Halál                              | Daniel Emilfork    | 1988        |
| 1986 | Az utolsó jelenet                                                                | Kihacsi                              | Acumi Kijosi       | 1989        |
| 1987 | Kari Swenson elrablása                                                           | Don Nichols                          | M. Emmet Walsh     | 1988        |
| 1989 | A gyilkos cowboy                                                                 | Benjamin papa                        | Nick Zickefoose    | 1991        |
| 1989 | A nap                                                                            | N/A                                  | N/A                | 1992        |
| 1989 | Indiana Jones 3.: Indiana Jones és az utolsó kereszteslovag (1. magyar szinkron) | Sallah                               | John Rhys-Davies   | 1989        |
| 1989 | Telitalálat                                                                      | Sarah apja                           | N/A                | 1992        |
| 1990 | Játékosok                                                                        | N/A                                  | N/A                | 1991        |
| 1990 | Seherezádé (1. magyar szinkron)                                                  | Nagyvezír                            | Roger Carel        | 1992        |
| 1991 | A sötétség követei                                                               | Matty                                | Garrett Morris     | 1995        |
| 1991 | Dzsungelláz                                                                      | Sonny                                | Steven Randazzo    | 1997        |
| 1991 | Hé, ti vadludak!                                                                 | N/A                                  | N/A                | 1995        |
| 1994 | Gyilkos kobold 2. (1. magyar szinkron)                                           | Morty                                | Sandy Baron        | 1994        |
| 1995 | Elveszett gyerekek városa                                                        | Krank                                | Daniel Emilfork    | 1996        |
| 1995 | Én és a gorillám                                                                 | Gus Charnley                         | Peter Boyle        | 1996        |
| 1995 | Tojások                                                                          | Apa                                  | Kjell Stormoen     | 1997        |
| 1997 | Gengszter (1. magyar szinkron)                                                   | A rekedt                             | Paul Benjamin      | 1998        |
| 1997 | Twist Olivér                                                                     | Fagin                                | Richard Dreyfuss   | 1998        |
| 1998 | A Ravasz, az Agy és két füstölgő puskacső (1. magyar szinkron)                   | Alan / Narrátor                      | Alan Ford          | 1999        |
| 2000 | Blöff                                                                            | Bunkó                                | Alan Ford          | 2001        |
| 2001 | Fekete angyal                                                                    | Dr. Harvey Kelekian                  | Christopher Lloyd  | 2001        |
| 2001 | Szeretném, ha szeretnél                                                          | Burt Weinberg                        | Lou Myers          | 2001        |
| 2003 | Mátrix – Újratöltve                                                              | Kulcskészítő                         | Randall Duk Kim    | 2003        |
| 2005 | Sophie Scholl – Aki szembeszállt Hitlerrel                                       | Roland Freisler                      | André Hennicke     | 2006        |
| 2010 | Szökőhév                                                                         | Frank                                | Tony Rohr          | 2010        |

### Muppet Show
| Év   | Évad | Epizód | Epizódcím                            | Szereplő | Szinkronhang | Szinkron év |
| ---- | ---- | ------ | ------------------------------------ | -------- | ------------ | ----------- |
| 1976 | 1    | 12     | Peter Ustinov (1. magyar szinkron)   | Állat    | Frank Oz     | 1979        |
| 1976 | 1    | 16     | Avery Schreiber                      | Állat    | Frank Oz     | 1979        |
| 1977 | 2    | 16     | Cleo Laine                           | Állat    | Frank Oz     | 1982        |
| 1978 | 3    | 11     | Raquel Welch (1. magyar szinkron)    | Állat    | Frank Oz     | 1982        |
| 1978 | 3    | 14     | Harry Belafonte (1. magyar szinkron) | Állat    | Frank Oz     | 1981        |
| 1979 | 4    | 6      | Linda Lavin                          | Állat    | Frank Oz     | 1985        |
| 1979 | 4    | 7      | Dudley Moore (1. magyar szinkron)    | Állat    | Frank Oz     | 1983        |
| 1979 | 4    | 14     | Liza Minnelli (1. magyar szinkron)   | Állat    | Frank Oz     | 1981        |
| 1979 | 4    | 15     | Anne Murray                          | Dodo     | Jerry Nelson | 1982        |
| 1979 | 4    | 24     | Diana Ross (1. magyar szinkron)      | Állat    | Frank Oz     | 1983        |
| 1980 | 5    | 4      | Shirley Bassey                       | Állat    | Frank Oz     | 1982        |
| 1980 | 5    | 7      | Glenda Jackson                       | Állat    | Frank Oz     | 1984        |

### Sorozatok
| Év        | Cím                                | Szereplő                           | Színész              | Szinkron év |
| --------- | ---------------------------------- | ---------------------------------- | -------------------- | ----------- |
| 1968-1970 | A négy páncélos és a kutya II-III. | Katona                             | N/A                  | 1971        |
| 1968-1970 | A négy páncélos és a kutya II-III. | Kugel tizedes                      | Stanisław Gronkowski | 1971        |
| 1973      | A rejtelmes sziget 1-6.            | N/A                                | N/A                  | 1978        |
| 1976      | A maláji tigris                    | Hírjelentő (2. részben)            | N/A                  | 1982        |
| 1976      | Gyökerek                           | Tom Moore                          | Chuck Connors        | 1979        |
| 1979      | Forró szél                         | Lakásügyi látogató bizottság tagja | N/A                  | 1984        |
| 1982      | Marco Polo                         | Jacopo                             | F. Murray Abraham    | 1984        |
| 1983      | A repülő fiú                       | A kutatóintézet igazgatója         | Ludek Kopriva        | 1986        |
| 1989      | Polip IV.                          | N/A                                | N/A                  | 1991        |

### Rajz- és animációs filmek
| Év   | Cím                                              | Szereplő                    | Szinkronhang         | Szinkron év |
| ---- | ------------------------------------------------ | --------------------------- | -------------------- | ----------- |
| 1970 | Gáspár, a kovács                                 | N/A                         | N/A                  | 1977        |
| 1977 | Lolka és Bolka a Föld körül (1. magyar szinkron) | Lord Fogg                   | Wiesław Michnikowski | 1978        |
| 1982 | Aladdin és a csodalámpa (1. magyar szinkron)     | Varázsló                    | Kaneucsi Kikuo       | 1986        |
| 1982 | Az idő urai                                      | Lowry                       | Jim Bauman           | 1983        |
| 1985 | Vámpírok Havannában                              | A brit vámpírok képviselője | N/A                  | 1986        |
| 2005 | A halott menyasszony                             | Galswells atya              | Christopher Lee      | 2006        |
| 2006 | Fedőneve: Pipő                                   | Nagy varázsló               | George Carlin        | 2007        |
| 2007 | Tom és Jerry – A diótörő varázsa                 | A játékmester               | Richard Newman       | 2007        |

### Rajzfilmsorozatok
| Év   | Cím                                                     | Szereplő               | Szinkronhang          | Szinkron év |
| ---- | ------------------------------------------------------- | ---------------------- | --------------------- | ----------- |
| 1963 | Magilla Gorilla show                                    | További szereplők      | N/A                   | 1971        |
| 1963 | Magilla Gorilla show                                    | További szereplők      | N/A                   | 1981        |
| 1979 | Don Quijote de la Mancha (2. magyar szinkron)           | Don Quijote            | Fernando Fernán Gómez | 1994        |
| 1983 | 80 nap alatt a Föld körül Willy Foggal                  | Yokohama-i rendőrfőnök | N/A                   | 1986        |
| 1985 | Praclifalva lakói 1-13.                                 | Sötét mancs            | Stanley Ralph Ross    | 1989        |
| 1988 | A rongybabák kalandjai                                  | Csikorgó               | Michael Bell          | 1991        |
| 1989 | Chip és Dale – A Csipet Csapat II. (1. magyar szinkron) | Wexler                 | Corey Burton          | 1991        |

## Hangjáték
- Horst Grothe: A harmadik pecsét (1974)
- Kurt Tucholsky: Helyek a Paradicsomban (1977)
- MacNeice, Louis: Találkája volt (1979)
- Robert Merle: A sziget (1979)
- Zygmunt Kraszinski: Istentelen színjáték (1979)
- Ördögh Szilveszter: Kapuk Thébában (1980)
- Theun de Vries: Spinoza (1980)
- Bohumil Hrabal: Sörgyári capriccio (1981)
- Feleki László: Világtörténeti panasziroda (1981)
- Markéta Zinnerová: Házicérna (1981)
- Don Haworth: Csütörtök esti epizód (1982)
- E.T.A. Hoffmann: Diótörő (1982)
- Kosztolányi Dezső: Aranysárkány (1982)
- Matteo Bandello: A pajzán griffmadár (1982)
- ÚTON – Hatvan év hétköznapjai a művészet és az újságírás tükrében (1982)
- Balázs Béla: Doktor Szélpál Margit (1983)
- Dane Zajc: Kukurikú, avagy a kakas összeszedi magát (1983)
- Egy órában egy élet: Doris day (1983)
- Buzzati, Dino: A nagy képmás (1984)
- Rancic, Veroslav: Sikoly (1984)
- Rozewicz, Tadeusz: Az éhezőművész elmegy (1984)
- Wallace, Edgar: Fecsegő felügyelő esetei (1984)
- Vízparti történet (1985)[33]
- Bárdos Pál: A Kancsal és a démonok (1985)
- Békés Pál: Körborz (1985)
- Egy órában egy élet: Judy Garland (1985)
- Jókai Mór: Az arany ember (1985)
- Benedek Elek-Illyés Gyula: Az égig érő fa (1986)
- Milan Jesih: Koloratúra (1986)
- Molnár Ferenc: Egy, kettő, három (1986)
- P. G. Wodehouse: P. G. Wodehouse meséli (1986)
- Saint-Exupèry, Antoine de: A kis herceg (1986)
- Traven: Halálhajó (1986)
- Fühmann, Franz: A kékfényű lámpás (1987)
- Gilles Segal: A világ legnagyobb bábszínháza (1987)
- Jókai Mór: Egy hírhedett kalandor a XVII. századból (1987)
- Kambanélisz, Jákovosz: Sok hűhó Rodoszért (1987)
- Anna Seghers: Jeanne d'Arc pöre Rouenban 1431-ben (1988)
- Balázs Attila: Nabucco a levegőben (1988)
- Száraz György: A megközelíthetetlen (1988)
- Ambrus Zoltán: A fületlen ember (1989)
- Bozó László: Gyilkosság a Hungaroringen (1989)
- Venyjamin Kaverim: Verlioka (1989)
- Kárpáti Péter: Egy röpke szóban (1991)
- Ruitner Sándor: Lacrimosa (1991)
- Hortácisz, Jeorjiosz: Nikolósz és Kaszándra (1993)
- Kertész Ákos: Farkasbőrben (1993)
- Márton László: A mezőkeresztesi villamos (1994)
- Jaroslav Hasek: Svejk, egy derék katona kalandjai a világháborúban (1997)
- Stella Adorján: Kutya van a kertben (1997)
- Gosztonyi János: A hontalan (1998)
- Kertész Ákos: Zsarolók (2000)
- Vajda István: A fekete tükör (2000)
- Hamvai Kornél: Márton partjelző fázik (2001)
- Határ Győző: Asszonyok gyöngye (2001)
- Zalán Tibor: Kaland a nagy családerdőben (2002)
- Francis William Bain: A hajnal leánya (2003)
- Karinthy Márton: Ördöggörcs (2004)
- Fehér Béla: Fültől fülig (2006)
- Rádiószínház-Minidrámák (2007)
- Bánki Éva: Aranyhímzés (2007)
- Juan Jose Arreola: A váltóőr (2007)
- Szomory Dezső: Beszélgetések Horeb tanár úrral (2008)

## CD
- Szómadár a szélóceánok fölött – önálló album, Sz. Koncz István szövegeivel, Etnofon, ER-CD 034 2000
- János vitéz – dupla CD hangoskönyv (ABB – Magyar Rádió 2004) – Gabbiano Print Nyomda és Kiadó Kft. (2010)

## Díjai, elismerései
- Jászai Mari-díj (1981)
- Érdemes művész (1988)
- Ivánka Csaba-díj (2006)
- A Magyar Köztársasági Érdemrend tisztikeresztje (2006)
- Zugló díszpolgára (2013)[34][35]

## Emlékezete
2016. február 14-én, születésének 80. évfordulóján emléktáblát avattak az emlékére a Klauzál tér 2. számú ház falán, ahol a művész évtizedekig élt.